# Josep Francàs i Casas
Josep Francàs i Casas (Barcelona, 9 d'octubre de 1915 - Barcelona, 3 de setembre de 1987) fou un futbolista català de les dècades de 1930 i 1940.

## Trajectòria
Començà a destacar al CE Júpiter al començament dels anys trenta. Entre 1933 i 1935 milità al FC Barcelona i es proclamà campió de Catalunya. La campanya 1935-36 jugà amb el Girona FC, amb el qual fou campió de segona divisió i disputà la fase d'ascens a Primera. Durant la Guerra Civil jugà al FC Badalona, i finalitzada la contesa tornà al Girona (1940-43) i a continuació jugà al CE Sabadell, club amb el qual jugà a primera divisió la temporada 1943-44.